# Ходутичи
Ходу́тичи (бел. Хадуцічы) — деревня в составе Холстовского сельсовета Быховского района Могилёвской области Белоруссии.
До 2013 года входила в состав упразднённого Борколабовского сельсовета.

## История
В 1913 году действовала церковно-приходская школа.

## Население
- 2010 год — 28 человек